# António Barahona da Fonseca
António Manuel Baptista Barahona da Fonseca (Lisboa, 17 de Janeiro de 1939) é um poeta e escritor português.

## Biografia
António Barahona da Fonseca estudou na Faculdade de Letras de Lisboa e viveu alguns anos em Moçambique. Influenciado pelo surrealismo, pertenceu ao chamado Grupo do Café Gelo. Colaborou também no primeiro e segundo cadernos de Poesia Experimental, entre 1964 e 1966. Em 1975 converteu-se ao islamismo, adoptando alternativamente o nome de Muhammed Rashid.
As suas obras exploram preferencialmente os domínios do sonho e do misticismo e revelam, normalmente, uma religiosidade explícita. No seu anarquismo poético mescla elementos cristãos, islâmicos e hinduístas. A paixão pelo sânscrito levou-o ao Oriente para estudar a língua. Dominado por uma tendência forte para a provocação e a polémica, a obra Alicerces dos Telhados de Cristal colocou-o ao lado de quem atacava Salman Rushdie pela escrita de Versos Satânicos. Também geraram polémica as duas cartas abertas que escreveu em 1998 sobre o que considera ser "o crime do aborto" e sobre a reflexão pós-referendo relativa à laicidade e pluralismo religioso na Europa.
Foi casado com a escritora Luiza Neto Jorge e depois com a atriz Eunice Muñoz.

## Obras publicadas

### Poesia
- 1961 - Insónias e Estátuas
- 1962 - Poemas e Pedras
- 1965 - Capelas Imperfeitas
- 1968 - Impressões Digitais
- 1978 - Amor Único
- 1980 - Pátria Minha[1]
- 1983 - Sujata
- 1984 - Livros da Índia
- 1991 - Um Livro Aberto Diante do Espelho
- 1996 - Manhã do Meu Inverno
- 2000 - Rosas Brancas e Vermelhas
- 2001 - A Corça Matinal'

VER: Poesia Experimental Portuguesa (1964)

### Ensaio
- 1990 - Os Dois Sóis da Meia-noite
- 2001 - O Grande Lume